# Алмело
А́лмело (нід. Almelo, - [ˈɑlməloː] ( прослухати)) — місто і муніципалітет у нідерландській провінції Оверейсел. Алмело розташований на сході Нідерландів, в історичному регіоні Твенте, тому більшість мешканців, хоча і володіють нідерландською мовою, розмовляють на твентському діалекті нижньонімецької мови (нід. Nedersaksisch).
Муніципалітет Алмело утворився у 1914 році, шляхом злиття міста Алмело та муніципалітету Амбт Алмело. Окрім однойменного міста, до складу муніципалітету входять села Адорп (Aadorp), Маріяпарохі (Mariaparochie, частково) та Борнербрук (Bornerbroek). Станом на 30 квітня 2017 року в муніципалітеті мешкало 72 373 особи.

## Географія
Площа муніципалітету складає 69,41 км², з яких водна поверхня займає 2,1 км². Забудована територія складає 18,61 км², промислові зони — 4,2 км², сільськогосподарські угіддя — 35,56 км².
Алмело ділиться на 12 районів:
- Адорп (Aadorp)
- Біннестад (Binnenstad)
- Борнербрук (Bornerbroek)
- Віндмоленбрук (Windmolenbroek)
- Вірденсехук (Wierdensehoek)
- Де Ріт (De Riet)
- Ньївстрат-Квартір (Nieuwstraat-Kwartier)
- Нордерквартір (Noorderkwartier)
- Оссенкоппелерхук (Ossenkoppelerhoek)
- Слейтерсвельд (Sluitersveld)
- Схелфхорст (Schelfhorst)
- Хофкамп (Hofkamp)

## Походження назви
Топонім «Алмело» походить від двох німецьких слів: alma — укр. в'яз та lauha — -ло. Закінчення -ло (-лоо) зустрічається у багатьох топонімах Нідерландів і Бельгії (Венло, Хенгело, Ватерлоо тощо), і означає ліс, що росте на піщаних ґрунтах, неподалік від поселення.

## Історія
Поселення на перетині водного (річка Аа) та суходольного шляхів виникло ще в XI столітті. У 1236 році вперше згадується замок Хейс-Алмело (Huis Almelo), що стояв у цій місцині. Замок зберігся і у XXI столітті належить старовинному голландсько-німецькому графському роду Ван Рехтен-Лімпург. При замку існувала невелика каплиця.

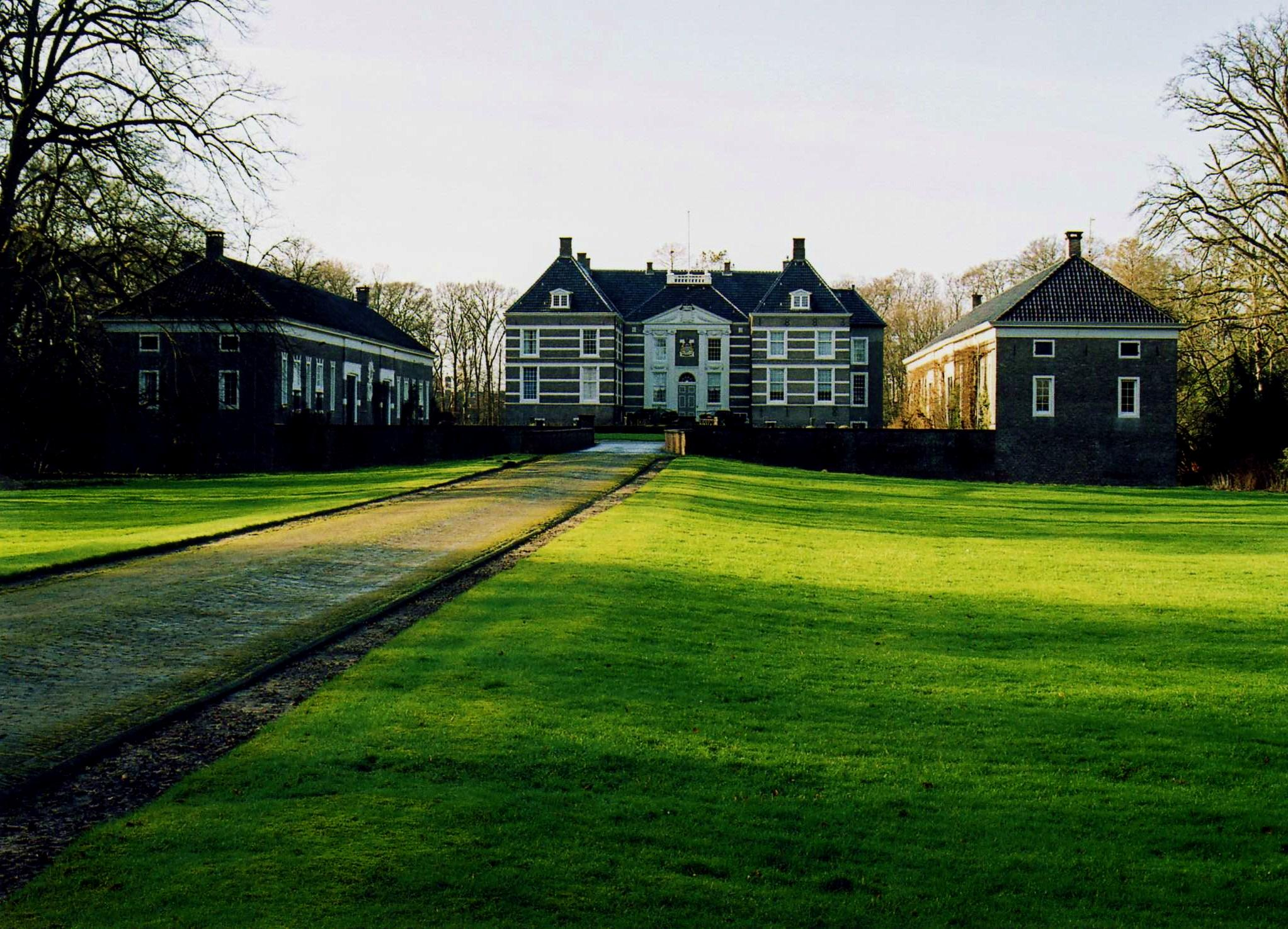
Хейс-Алмело, сучасний вигляд

У 1394 році Алмело отримав міські права, однак місто навіть не було обнесене муром і не мало цитаделі, відповідно, Алмело не мав значення з воєнної точки зору.
З 1818 року по 1914 муніципалітет Алмело був розділений на власне місто Алмело — Stad Almelo, та його околиці — Ambt Almelo.
У XVII—XVIII століттях у місті почало розвиватися ткацтво. Із появою в Алмело у 1830 році парового двигуна стався швидкій перехід від мануфактури до фабричного виробництва тканини. Додатковим стимулом у розвитку ткацтва в Алмело стало пролягання водного Оверейсельского каналу та відкриття залізничного сполучення з Німеччиною (Зальцберген). Наприкінці XIX століття текстильна промисловість була основною галуззю економіки Алмело, сюди у пошуках роботи прибували люди з усієї країни. У місті швидко почали з'являтися багаті родини фабрикантів, які забудовували місто будинками і віллами у стилях модерн, неоренесанс і експресіонізм. Серед цієї забудови виділяється Беллінкхоф — резиденція родини Тен-Кате, зведена у 1920-х роках архітектором Карелом Мюллером. Нащадки текстильного магната Йоханнеса Тен-Кате ще досі мешкають у Беллінкхофі.
У 1970-х роках текстильна промисловість в Алмело почала занепадати, значною мірою через неможливість конкурування з дешевою імпортною продукцією. Великі виробництва закрилися, більшість фабричних будівель було зруйновано. Місто накрила хвиля безробіття, деякі прояви якої відчутні і в XXI столітті.
15 листопада 1944 року в Алмело вісім осіб здійснили пограбування Нідерландського банку. Сума, яку вкрали злочинці, — 46,1 млн гульденів — стала найбільшою здобиччю в історії нідерландської злочинності.

## Політика

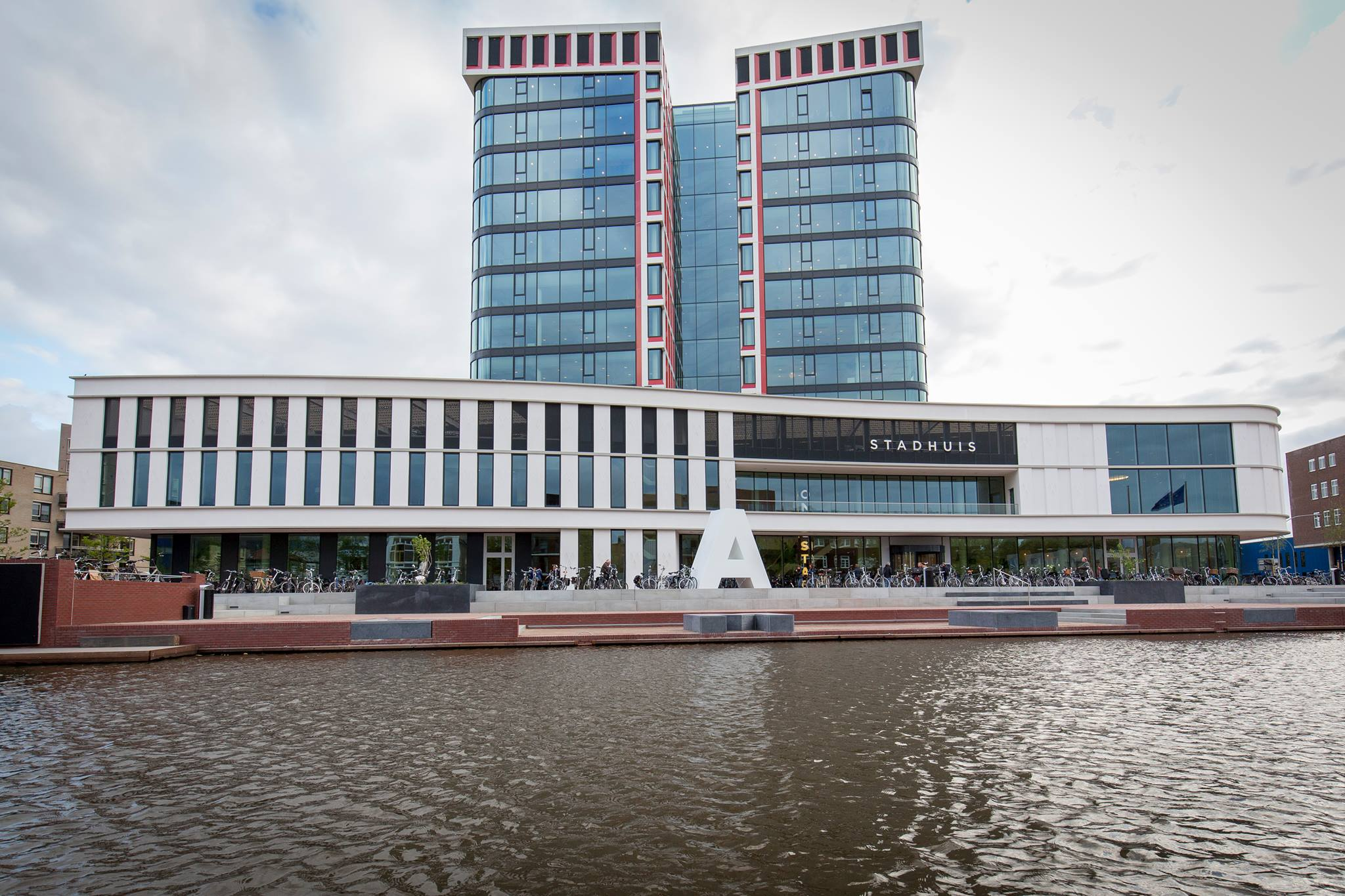
Міська ратуша

Управління муніципалітетом здійснюють муніципальна рада та бургомістр, при якому діє рада олдерменів.
Муніципальна рада складається з 35 депутатів, які обираються раз на чотири роки. Рада представляє у владній структурі муніципалітету законодавчу гілку влади. Також рада обирає олдерменів, які разом із бургомістром формують виконавчу гілку та займаються поточними питаннями муніципалітету.
Місця в раді розподілені поміж політичними партіями наступним чином:
| Партія                                  | 2006 | 2010 | 2014 |
| --------------------------------------- | ---- | ---- | ---- |
| Християнсько-демократичний заклик       | 8    | 6    | 6    |
| Демократи 66                            | 1    | 3    | 4    |
| Партія праці                            | 13   | 7    | 4    |
| Соціалістична партія                    | 3    | 3    | 4    |
| Народна партія за свободу і демократію  | 4    | 7    | 3    |
| BurgerBelangen Almelo (місцева)         | 0    | 0    | 3    |
| Almelo's Liberaal Alternatief (місцева) | 2    | 2    | 3    |
| Християнський союз                      | 1    | 1    | 2    |
| Lijst Çete (місцева)                    | -    | 1    | 1    |
| Partij Vrij Almelo (місцева)            | -    | 2    | 1    |
| Almelo Centraal (місцева)               | -    | -    | 1    |
| Leefbaar Almelo (місцева)               | 1    | 1    | 1    |
| Almelooo (місцева)                      | -    | -    | 1    |
| Зелені ліві                             | 2    | 1    | 1    |
| Trots op Nederland                      | -    | 1    | -    |
| Усього                                  | 35   | 35   | 35   |

Бургомістром Алмело є Ар'єн Геррітсен (Arjen Gerritsen) із партії «Народна партія за свободу і демократію». При ньому діє рада олдерменів із чотирьох осіб:
- Ірене тен зедлам (Irene ten Seldam), партія «Християнсько-демократичний заклик»,
- Хав'єр Корнеліссен (Javier Cornelissen), «Соціалістична партія»,
- Алекс Лангіус (Alex Langius), партія «Християнський союз»,
- Крістієн ван Вейк (Christien van Wijk), безпартійний.

## Економіка
Найбільшим підприємством в Алмело є Urenco Nederland — завод із збагачення урану, що належить британській компанії URENCO. Завод виробляє п'ятивідсотковий уран U-235 для ядерних реакторів, а також газові центрифуги для збагачення урану.
Окрім заводу Urenco, основними роботодавцями в Алмело є пекарня Bolletje, регіональна лікарня та регіональний суд, компанія PANalytical, яка виробляє лабораторне обладнання і спеціальне програмне забезпечення.
В Алмело розташована штаб-квартира корпорації Ten Cate NV, одного із світових лідерів з виробництва промислового текстилю. Корпорація бере свій початок із текстильної фабрики родини Тен Кате, яка вперше згадується у 1703 році.

## Транспорт

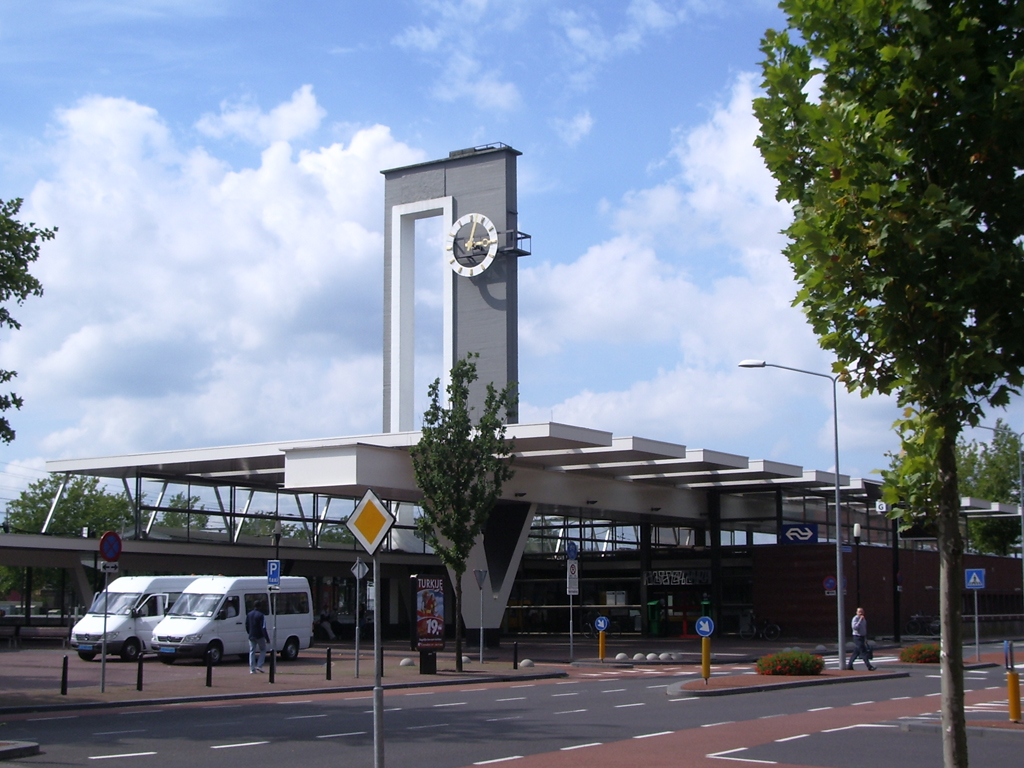
Залізничний вокзал Алмело

Алмело розташований біля автостради А35, яка веде до Хенгело та Енсхеде, та біля регіонального автошляху N35, що веде на північ країни. Трохи південніше Алмело автострада А35 сполучається з автострадою А1, яка в одному напрямку прямує на захід, до Девентера, Апелдорна, Амерсфорта і Амстердама, в іншому — до Німеччини, де переходить в автобан № 30. Навколо Алмело пролягає кільцевий об'їзний автошлях — Ring Almelo.
Залізничний транспорт почав розвиватися в Алмело 18 жовтня 1865 року, коли між Алмело і німецьким містом Зальцберген відкрилося залізничне сполучення. 1 січня 1881 року відкрилася лінія Зволле—Алмело, пізніше, 1 вересня 1888 року, додалися маршрути на Девентер і Вірден.
На початок XXI століття в Алмело є дві залізничні станції — «Almelo» та «Almelo de Riet». Перша є головною станцією міста і має пряме сполучення з Хенгело, Енсхеде, Амерсфортом, аеропортом Схіпгол, Утрехтом, Гаудою, Роттердамом і Зволле. Також з Алмело кожні дві години курсує потяг до Німеччини (Оснабрюк, Ганновер, Берлін). Станція «Almelo de Riet» розташована на лінії Хенгело—Енсхеде і забезпечує сполучення з цими містами та промисловими зонами Dollegoor та Bedrijvenpark Twente. Планується будівництво третьої станції на перегоні Алмело—Марієнберг, яка з'єднає центр міста і новозбудований район Waterrijk Almelo на півночі Алмело.
Через Алмело та в його околицях пролягають також канали Twentekanaal, Overijssels Kanaal, Almelo-Nordhorn, Almelose Aa та Loolee, які забезпечують водне сполучення Алмело з іншими містами регіону.

## Архітектура

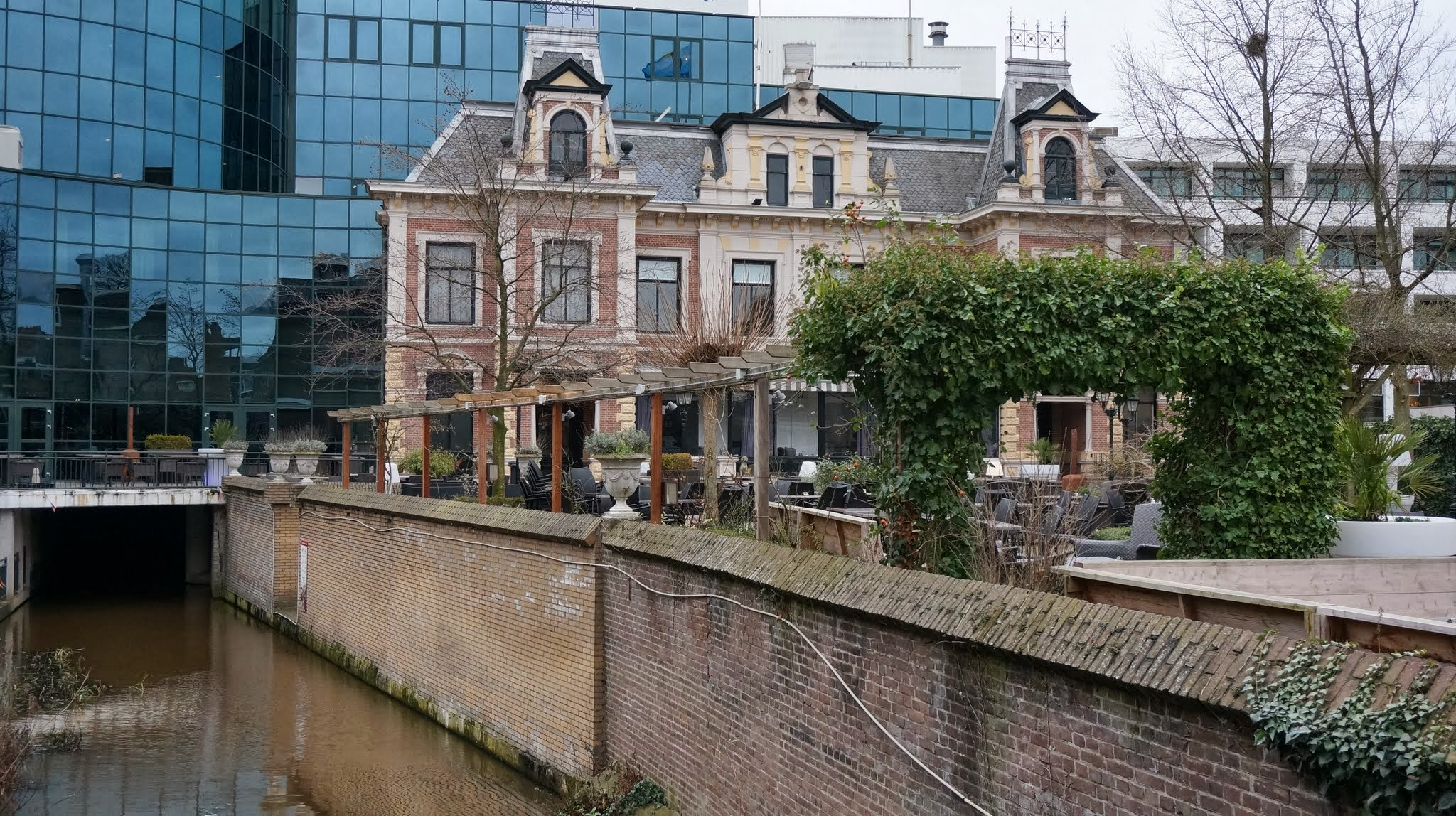
Стара і нова архітектура Алмело

На відміну від сусіднього Хенгело, чиї будівлі значно постраждали від бомбардувань у Другій світовій війні, в Алмело збереглося багато старовинних храмів і особняків.
Однією з найвизначніших пам'яток Алмело є протестантська церква Гроте-Керк. Її хори датуються кінцем XV століття, це найстаріша будівля в Алмело. Неф церкви зведений у 1733 році, шпиль встановлений у XVIII столітті коштом графині Софії Юліани фон Кастел-Рюденхаузен. Вхідний портал прикрашений латинським написом, датованим 1738 роком, який перераховує головних благодійників церкви. Бокові портали зроблені з пісковику та прикрашені гербами Алмело та графів ван Рехтерен-Лімпург.
Біля церкви починається дорога Гравеналлее, яка веде до замку Хейзе-Алмело, теперішня будівля якого датована 1662 роком.
В Алмело також є римо-католицька церква святого Георгія (Sint Georgiusbasiliek), яка з 3 листопада 2009 року має статус базиліки. Зведена у 1900-19020 роках у стилі неоготики, ця церква стала першою спорудою нідерландського архітектора Волтера Те Ріле (Wolter te Riele). За церквою розташований найстаріший в Алмело район соціального малоповерхового житла, Westeres, зведений після Першої світової війни. Це вельми мальовничий квартал, з вузькими вуличками, забудований двоповерховими будинками з червоної цегли, декорованих жовтою цеглою. У 2008 році з'явилися плани щодо знесення цього району і будівництва на його місці багатоповерхівок із значно вищою ціною оренди, але через рецесію в економіці та бурхливий протест місцевих мешканців, ці плани лишилися на папері.
Ще одним районом із характерною малоповерховою житловою забудовою є район De Riet, зведення якого почалося у 1914 році і тривало до Другої світової війни. В районі є навіть своя власна залізнична станція, «Almelo de Riet», відкрита 3 жовтня 1926 року.
У місті зберігся один вітряк класичного голландського типу, De Hoop, зведений у 1870 році.
Пам'яткою архітектури є протестантська церква De Bleek, зведена у 1927 році архітектором Г. Г. Крабсхейсом (H.H. Krabshuis). Будівля церкви хрестоподібна у плані, вкрита двосхилим дахом. Вікна церкви прикрашені вітражним склом у стилі ар деко.
Загалом на території муніципалітету Алмело розташовано 80 національних пам'яток (rijksmonumenten), з них 78 — у самому місті, 96 пам'яток місцевого значення (gemeentelijke monumenten) та 15 воєнних меморіалів. Завдяки існуванню в Алмело значної вірменської громади, у місті існує меморіал геноциду вірмен у 1915—1917 роках.

### Галерея

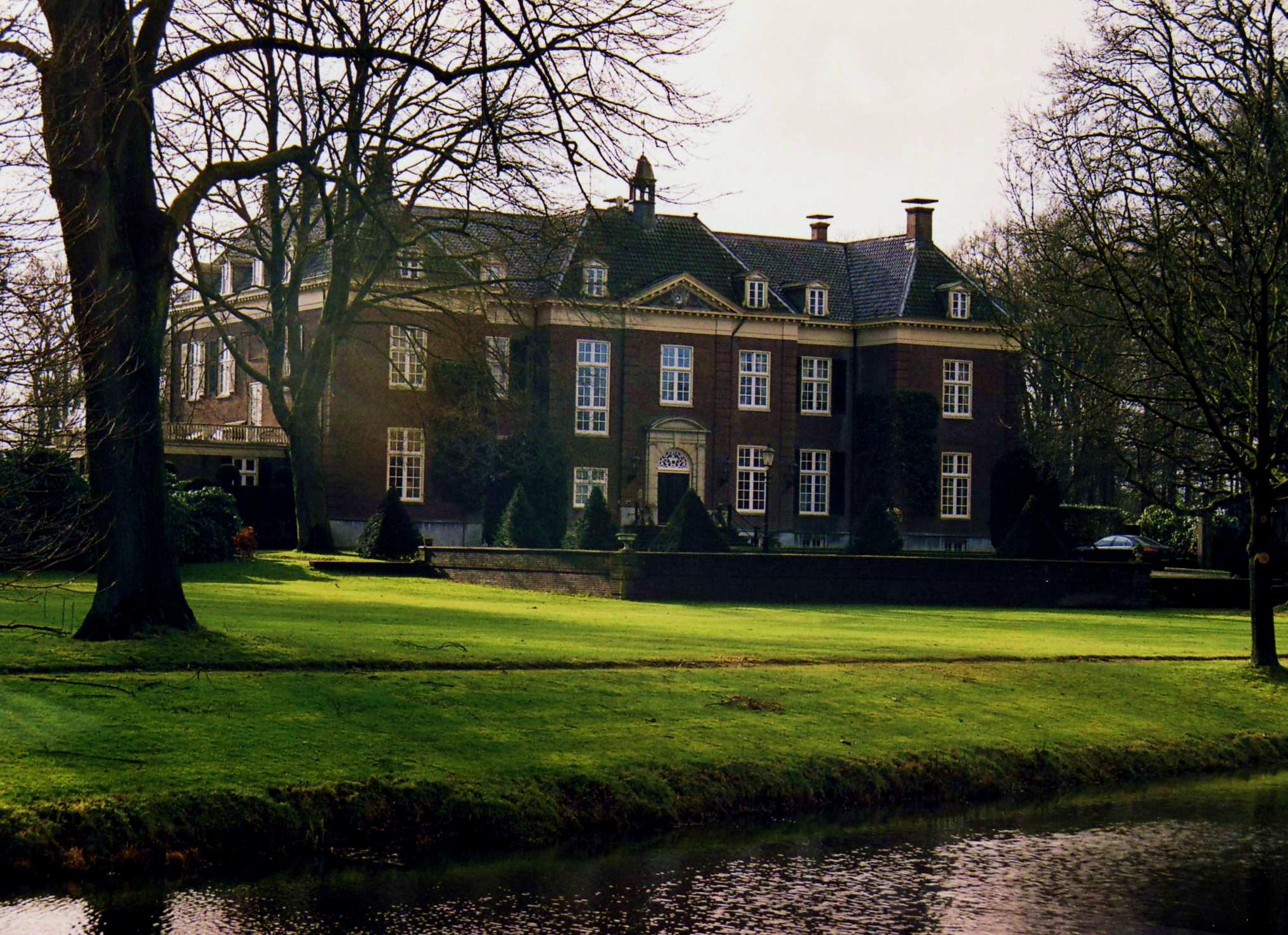
Замок Беллінкхоф
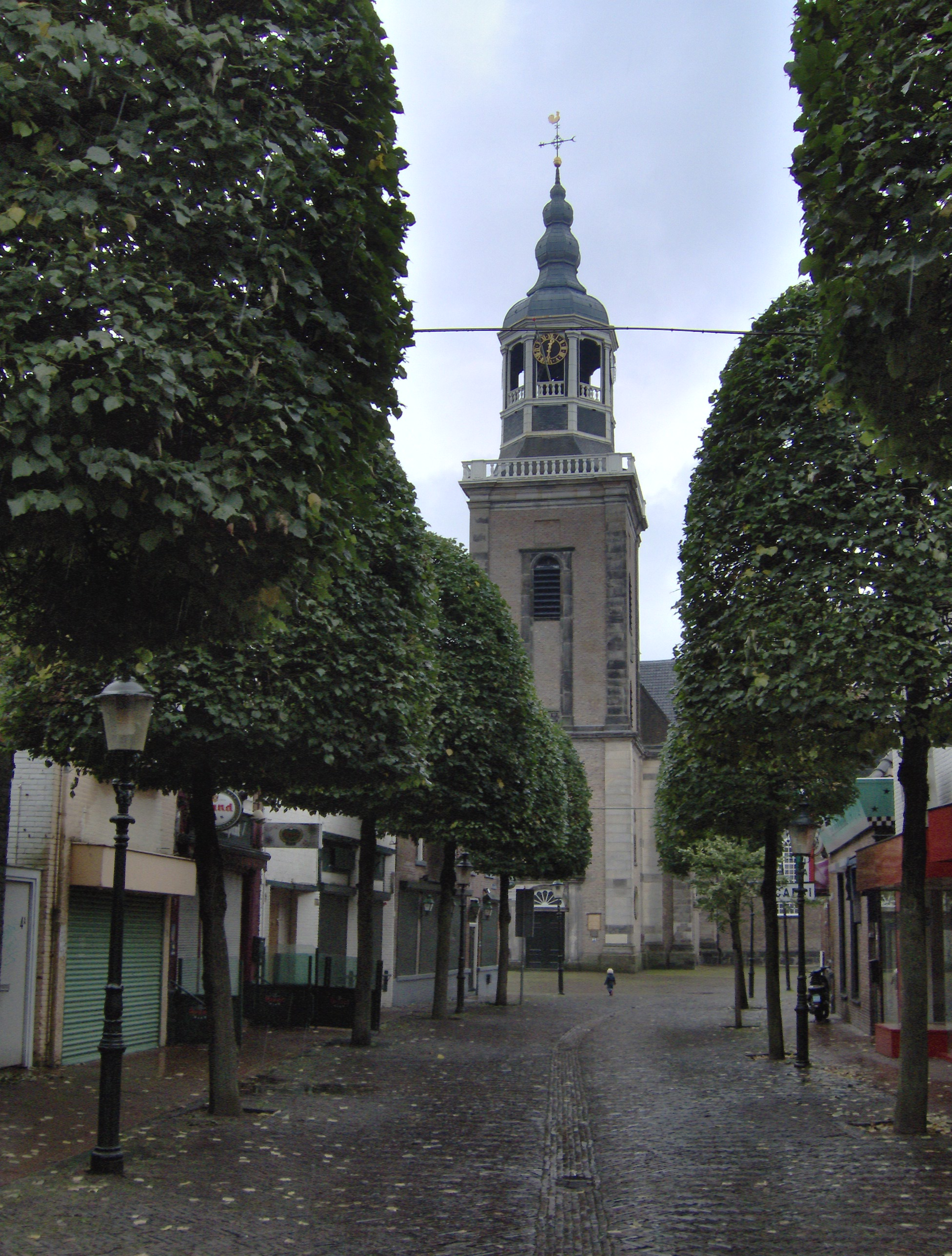
Церква Гроте-Керк
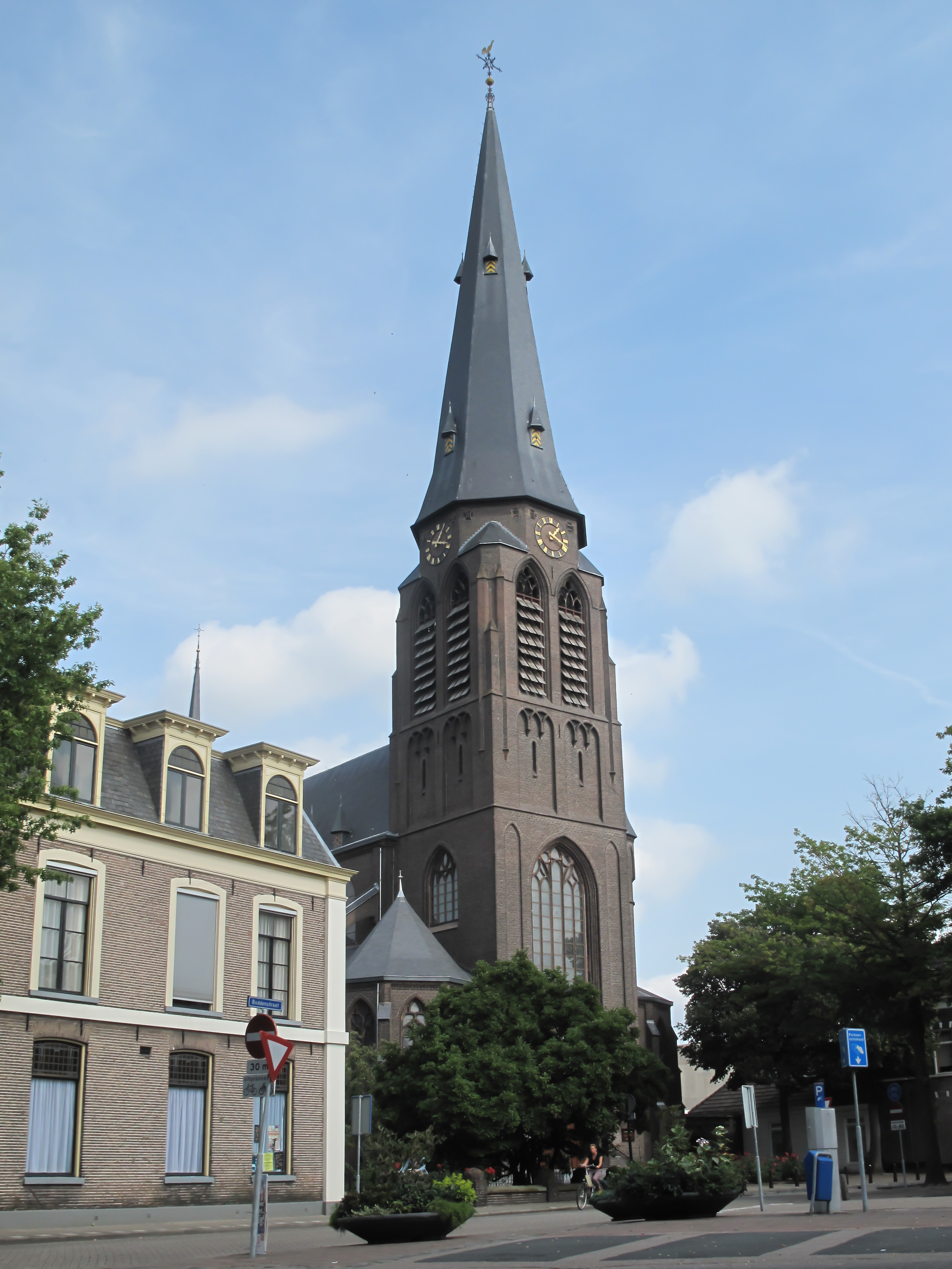
Базиліка святого Георгія
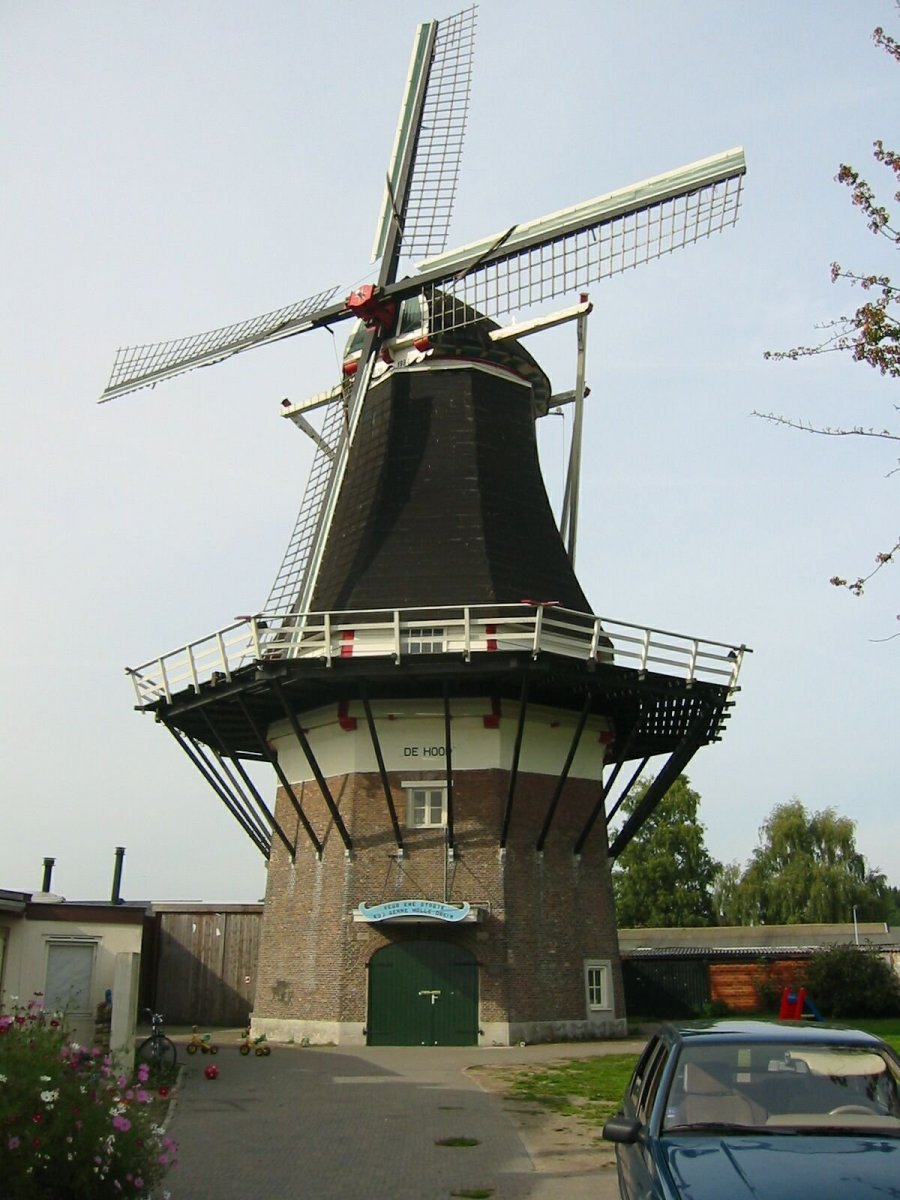
Вітряк De Hoop
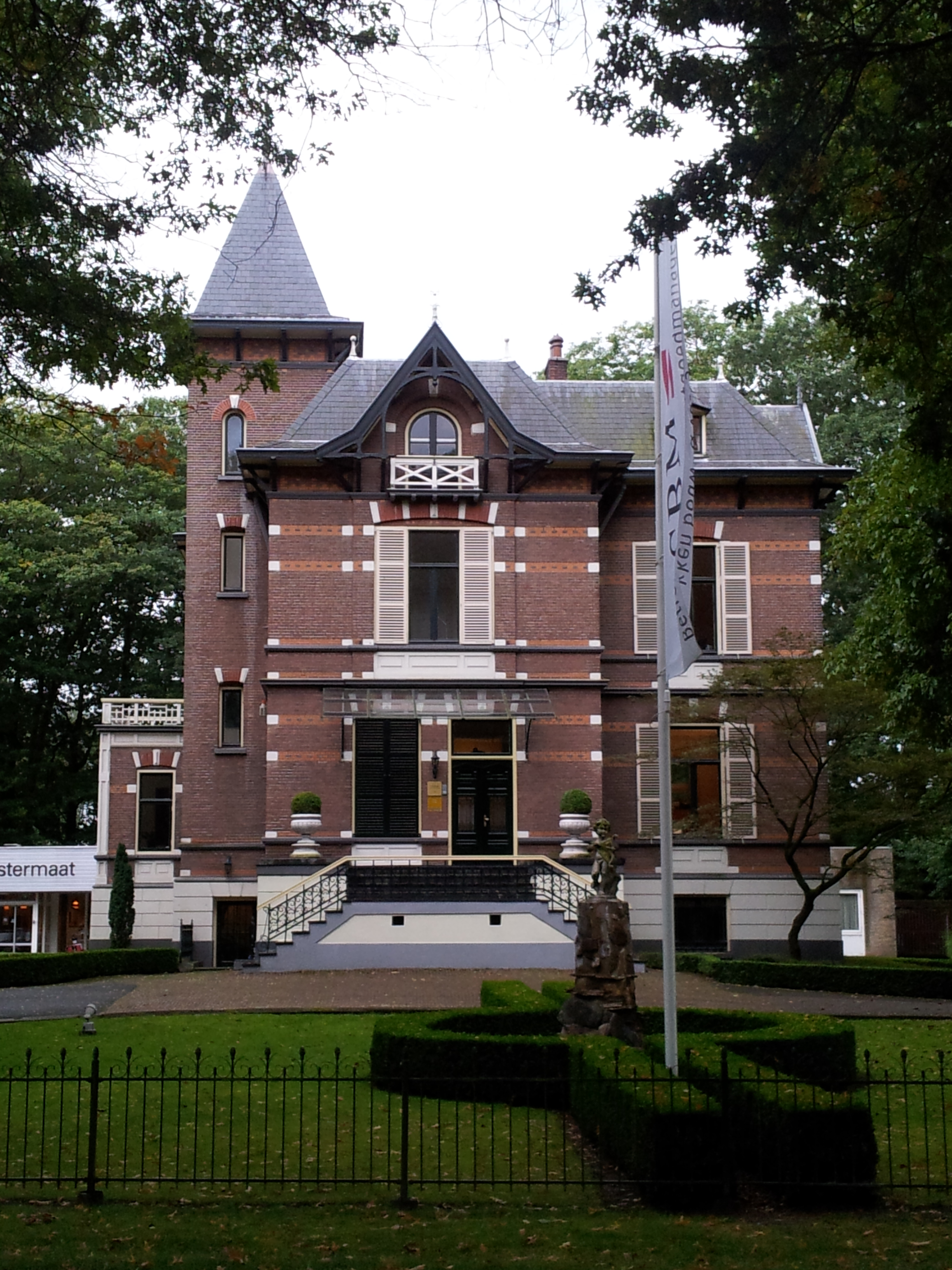
Вілла Huize Castello
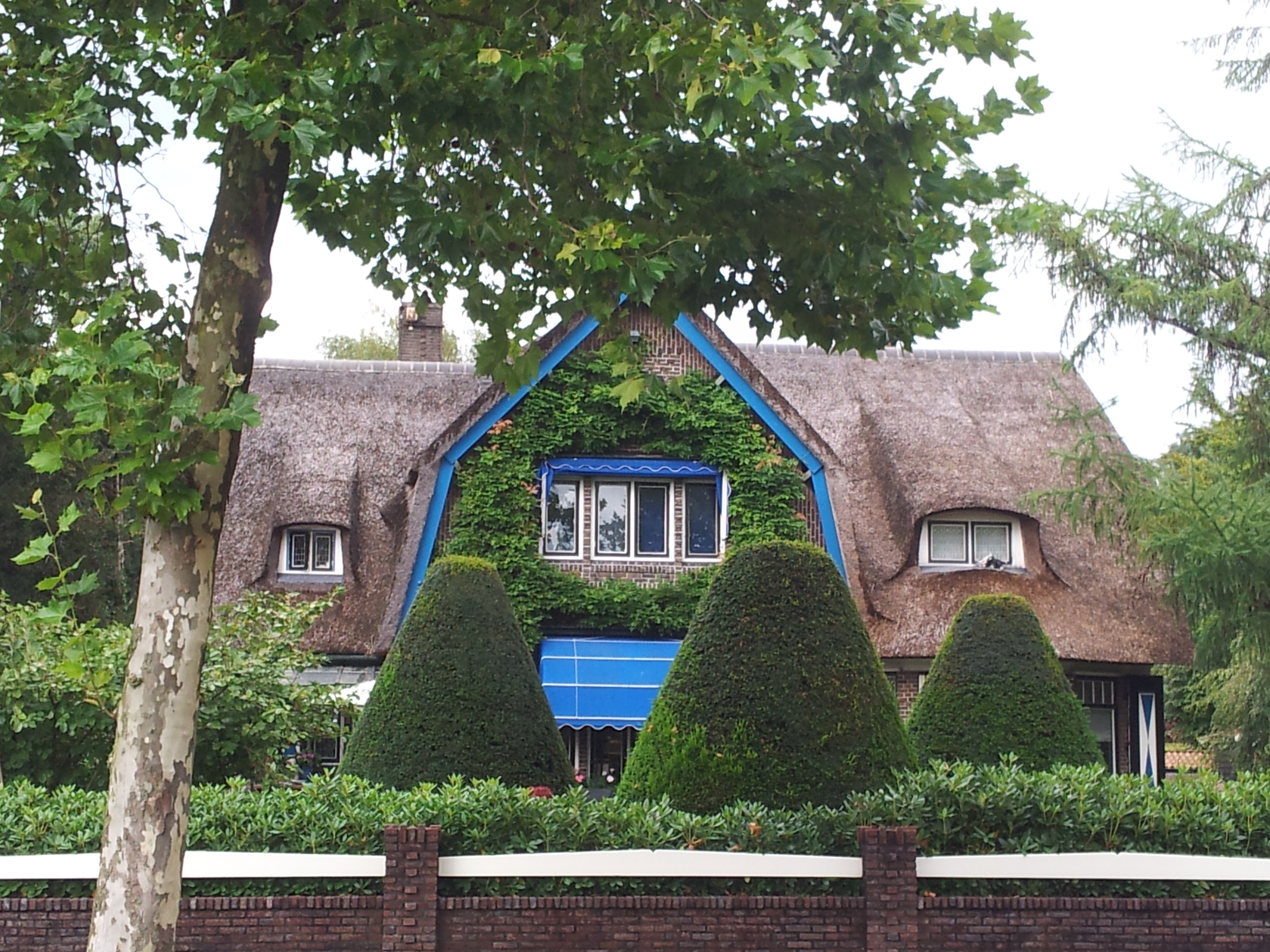
Старий будинок
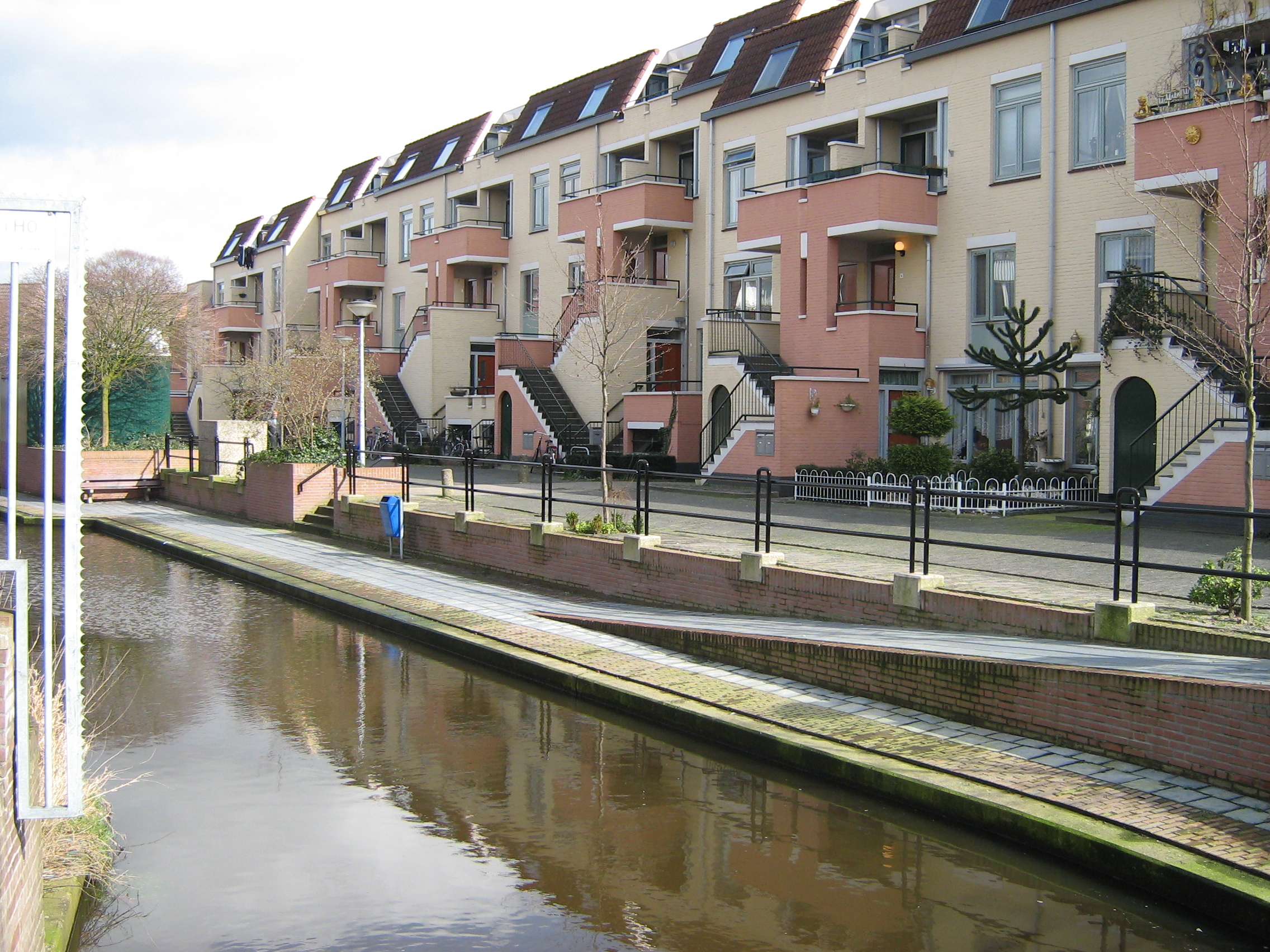
Сучасні житлові будинки

## Культура
У місті діє міський краєзнавчий музей, розташований у старовинному одноповерховому будинку XVIII століття, де у 1783 році містилася латинська школа (гімназія). Також в Алмело є музей ткацтва Wevershuisje, який базується у типовому старовинному будинку ткачів біля церкви Гроте-Керк, та музей хлібопечення Bakkerijmuseum De Meelzolder.
В Алмело діють драматичний театр та кінотеатр.
З 2006 року у місті проводиться щорічний рок-фестиваль HobNob festival.

## Релігія
Основною релігією в Алмело, як і в усіх країні, є протестантизм. Протестантська громада Алмело розділена на п'ять парафій.
Також в Алмело діють три римо-католицькі церкви. Головна з них, базиліка святого Георгія (Sint-Georgiusbasiliek) в центрі, формує з церквою Сінт-Йозефкерк (Sint-Jozefkerk) у північно-східній частині міста парафію святого Йоріса (St.-Jorisparochie). Третя церква, Елізакерк (Elisakerk) розташована на півдні. За межами власне міста Алмело діють церква святого Стефана (St.-Stephanuskerk) у Борнербруці та церква Діви Марії в Маріяпарохі.
Станом на січень 2008 року в Алмело мешкало близько 20 євреїв. Перші євреї з'явилися в Алмело ще в XVII столітті, у XIX столітті їх кількість швидко зростала і досягла максимуму близько 1900 року. Відомо, що у 1803 році вже існувала невелика синагога на вулиці Boddenstraat, але через зростання громади у 1846 році збудували нову, більшу будівлю на вулиці Schalderoistraat. Протягом нацистської окупації Нідерландів у Другій світовій війні, єврейська громада в Алмело зазнавала таких самих утисків, як і інші євреї в країні. Більшість євреїв були депортовані до концтаборів і там загинули (з 265 депортованих осіб повернулися лише шестеро), втім, будівля синагоги залишилася неушкодженою. Після війни почалося відновлення єврейської громади і 2 листопада 1980 року на площі Kerkplein відкрилася нова синагога, яка з 1999 року була присвячена Аарону Хаасу, лідеру місцевої громади у повоєнні часи. Втім, з 2013 року синагога не використовується за призначенням, а ті нечисленні віруючі євреї, що залишилися, користуються синагогою в Енсхеде.
В Алмело діє значна баптистська громада, з 1999 року вони проводять служіння у церкві на вулиці Adriaen Brouwerstraat.
У місті мешкає досить багато вірмен, з яких кілька сотень є парафіянами Вірменської Апостольської церкви. На вулиці Vriezenveenseweg діє вірменська церква.
З 1960-х років до міста прибувало багато іммігрантів з Туреччини, тому у 1974 році тут з'явилася перша в Нідерландах мечеть. Станом на 2014 рік чисельність мусульманської громади складала близько 6000 вірян, тому до 2019 року планується збудувати нову, більшу мечеть.

## Спорт

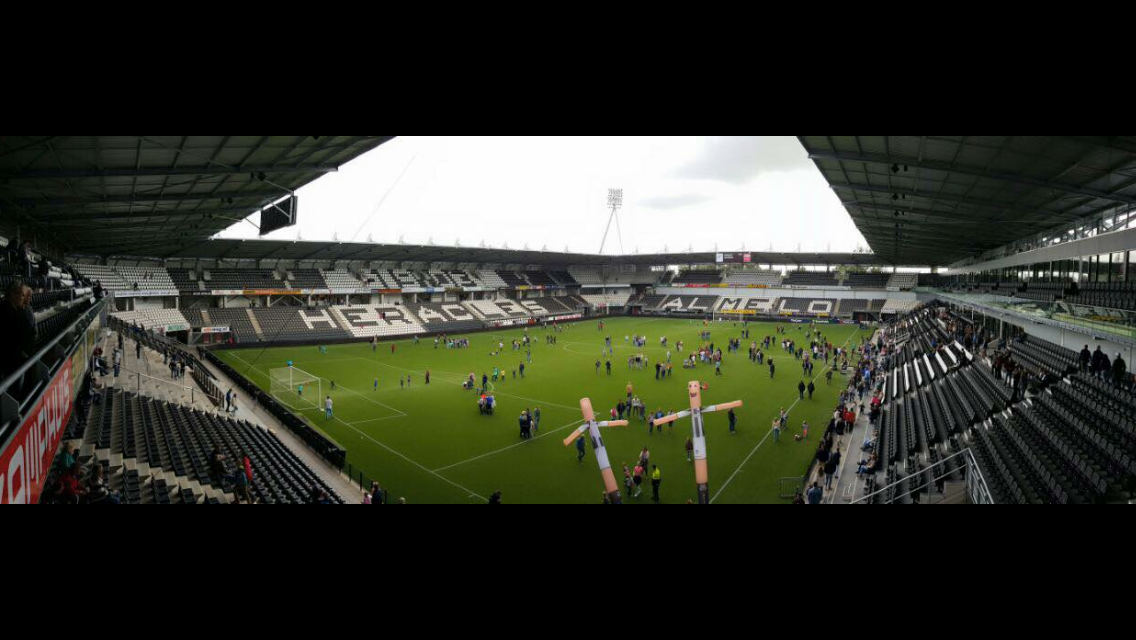
Стадіон Полман

В Алмело базується футбольний клуб «Гераклес», який виступає в Ередивізі, найвищій футбольній лізі в Нідерландах. Домашня арена клубу — стадіон Полман в Алмело.
У місті діють близько 70 аматорських спортивних клубів, більшість яких — футбольні.
З 1983 року в Алмело організовуються змагання Profronde van Almelo — елітні змагання із шосейного велоспорту.

## Демографія
Демографічні показники демонструють поступове зростання населення Алмело:
- 1996 рік — 65 211 осіб;
- 2000 рік — 66 263 особи;
- 2005 рік — 72 293 особи;
- 2010 рік — 72 602 особи;
- 2015 рік — 72 291 особа[10].

Також зростає частка іммігрантів: у 1996 році їх кількість складала 13 546 осіб, тобто 20,77 % усього населення, то у 2015 році їх нараховувалося вже 17 854 особи, тобто 24,7 %.
Станом на 2016 рік в Алмело мешкало 72 425 осіб, з яких чоловіків — 36 115, жінок — 36 310.
За походження на 2016 рік в Алмело мешкало 54 369 осіб нідерландського походження та 18 056 осіб іноземного походження. Найбільшими (більше 1000 осіб) етнічними групами є турки (5 827 осіб), індонезійці (2 379 осіб), німці (2 051 особа) та іракці (1 940 осіб). З менших за обсягом общин можна зазначити марокканців (551 особа), поляків (583 особи) та вихідців з колишнього СРСР (445 осіб).

## Уродженці Алмело
- Азра Акин (нар. 1981) — турецька акторка та фотомодель.
- Еверт Віллем Бет (1908—1964) — нідерландський вчений та філософ.
- Корнелія Боуман (1903—1998) — нідерландська тенісистка
- Арнольд Брюггінк (нар. 1977) — нідерландський футболіст.
- Гендрі Крюзен (нар. 1964) — нідерландський футбольний тренер.
- Ільзе де-Ланге (нар. 1977) — нідерландська поп- і кантрі-співачка.
- Вюббо Оккелс (1946—2014) — нідерландський фізик, перший астронавт Нідерландів.

## Міста-побратими
- Престон  Велика Британія
- Ізерлон  Німеччина